# Alpha (mission)
Pour les articles homonymes, voir Alpha (homonymie).
La mission Alpha est une mission individuelle du spationaute français Thomas Pesquet,, de l'Agence spatiale européenne (ESA), réalisée lors de la mission spatiale habitée de 6 mois à bord de la Station spatiale internationale (ISS) d'avril à septembre 2021, dans le cadre des expédition 64 (ISS) et expédition 65 (ISS). Le trajet vers ISS est réalisé sur le véhicule spatial Crew Dragon Endeavour du vol SpaceX Crew-2 de SpaceX-NASA, troisième mission habitée Crew Dragon, lancée par la fusée Falcon 9 de SpaceX. Le spationaute est le premier européen à voler sur Crew Dragon, le premier depuis 10 ans à décoller depuis le sol américain, et le plus long séjour historique d'un français dans l'espace.

## Étymologie

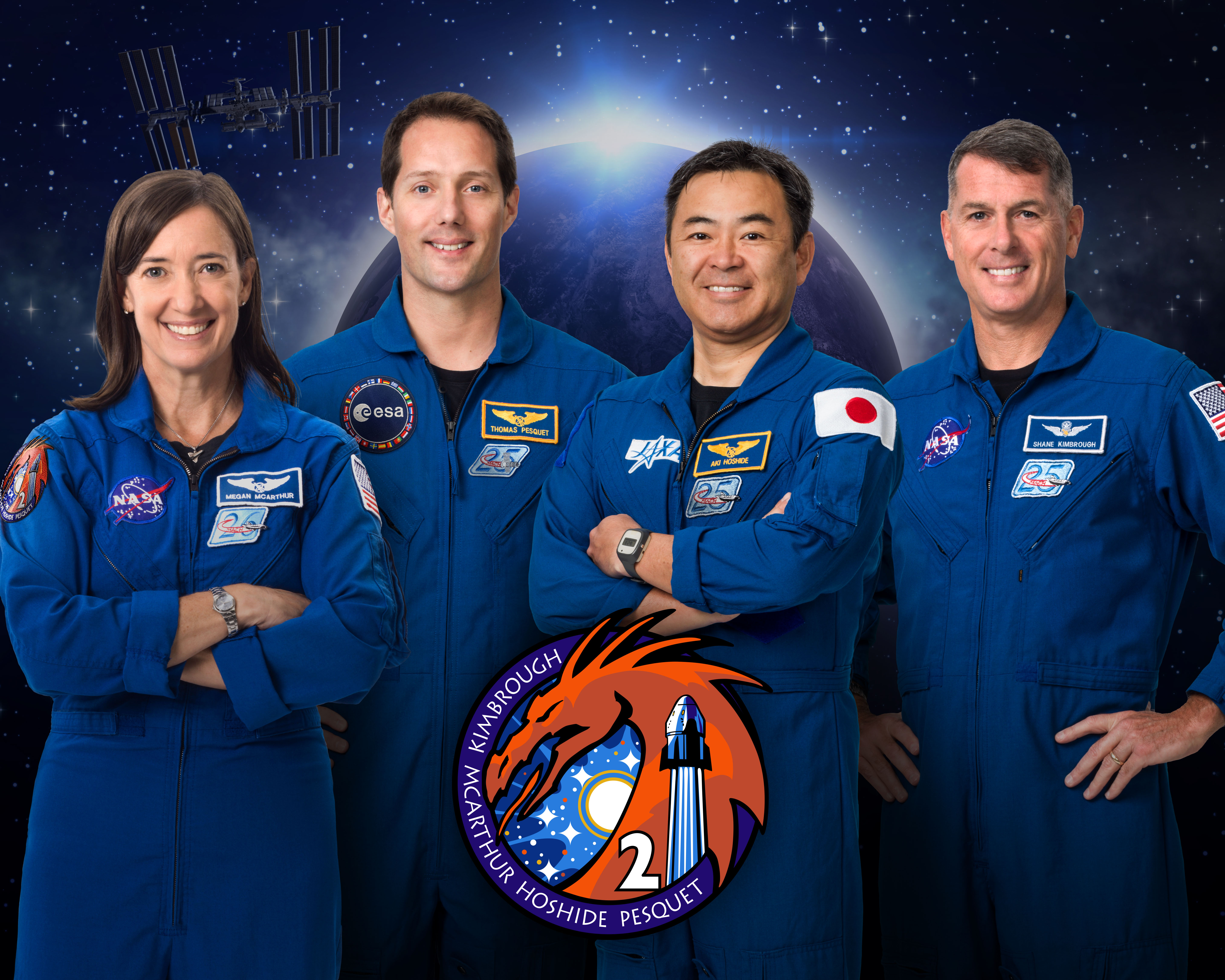
Thomas Pesquet, avec l'équipage SpaceX Crew-2.

Le nom « Alpha » (dont Thomas Pesquet dit dans de nombreuses apparitions apprécier la simplicité du terme) fait référence au système stellaire et planétaire Alpha du Centaure de la constellation du Centaure de la Voie lactée, dont l'étoile la plus proche du système solaire Proxima du Centaure inspire le nom de la première mission Proxima de 6 mois sur ISS de Pesquet en 2016, et dont l'étoile Alpha du Centaure A est la seconde étoile la plus proche du système solaire. Un grand nombre de missions habitées françaises ont porté des noms d'étoiles. Le nom de la mission est choisi par un concours de l’ESA, soumis par Christelle de Larrard de Mios, en Gironde (France), suggéré 47 fois, et sélectionné parmi 27 000 autres noms.

## Mission

### Objectifs

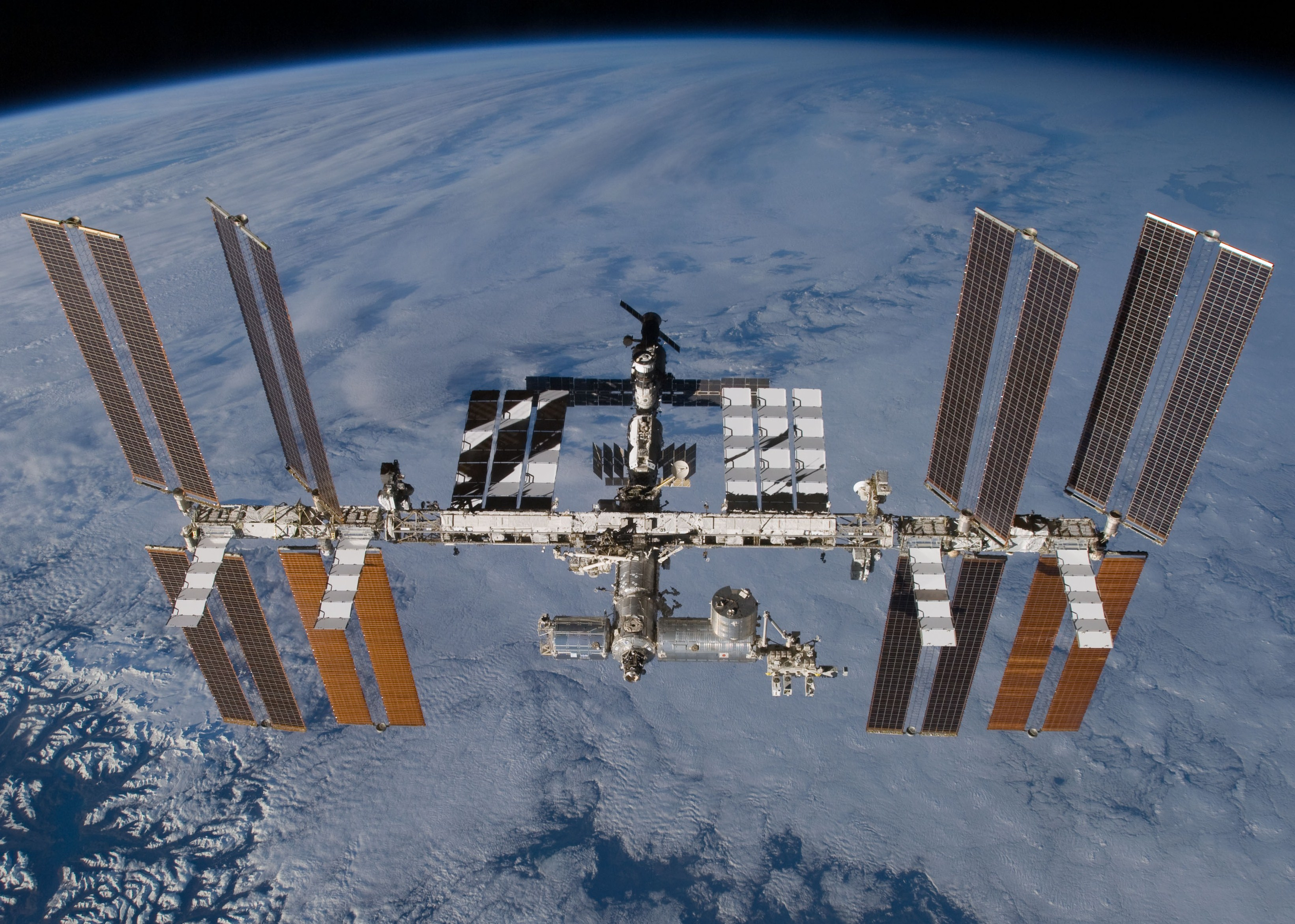
Segment orbital américain de la Station spatiale internationale (ISS).

À la suite de sa précédente mission spatiale habitée de 6 mois sur ISS de 2016 (lancé par Soyouz MS-03 de Baïkonour) pour les expéditions expédition 50 (ISS) et expédition 51 (ISS), Thomas Pesquet est sélectionné par l'Agence spatiale européenne ESA, en mai 2019, pour l'expédition 65 (ISS).

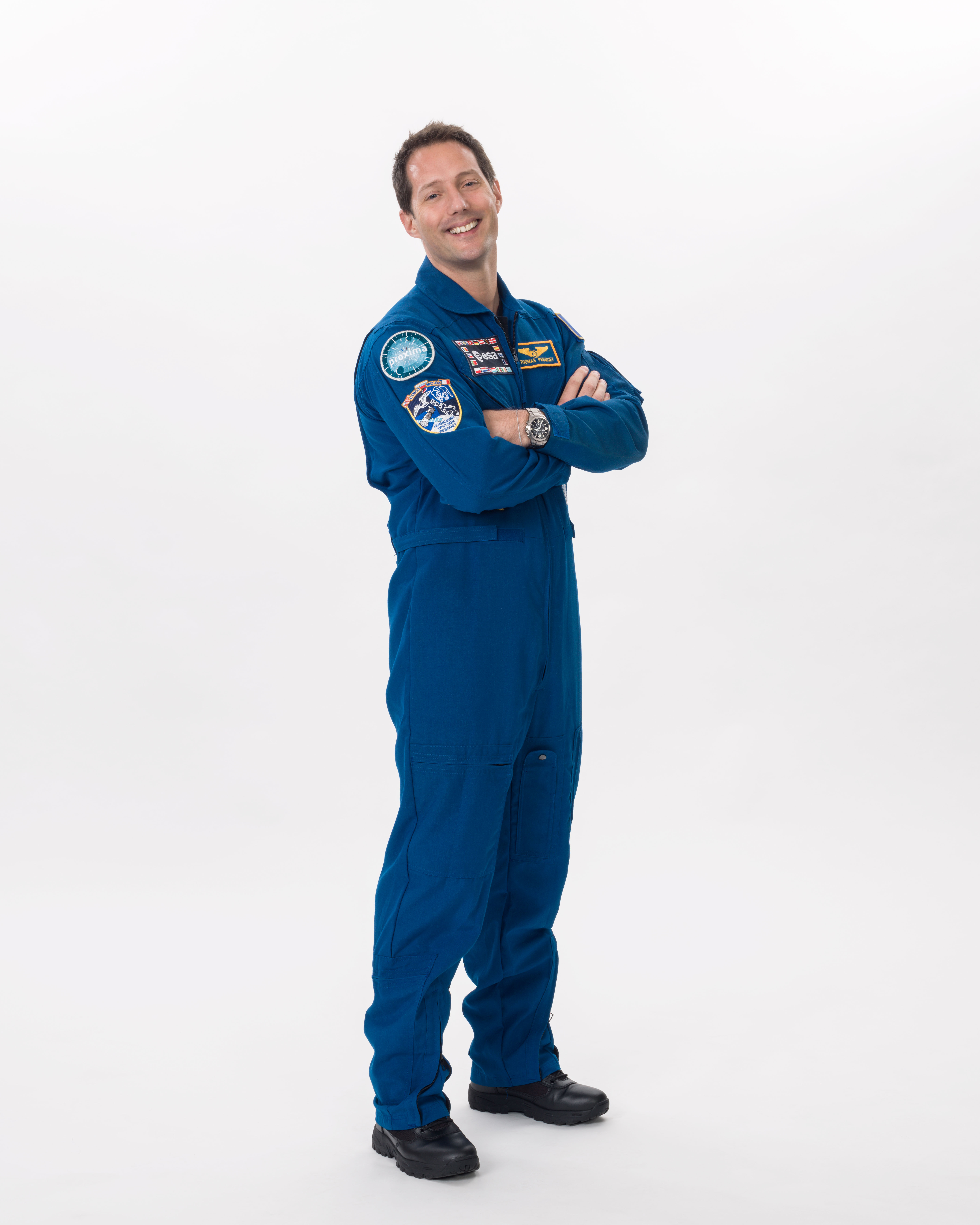
Portrait officiel de Thomas Pesquet pour la mission.

L'ingénieur aéronautique est chargé de réaliser entre autres des opérations de maintenance technique d'ISS, ainsi que 232 expériences scientifiques en laboratoire de recherche sous orbite sans attraction terrestre, dont l’étude des cellules souches de cerveau pour étudier leur vieillissement accéléré dans l'espace. La mission permettra également d'étudier et de préparer des futures missions vers la Lune et Mars. Il deviendra également le 4e astronaute européen, et le premier français à assurer le commandement de l'ISS, pendant 1 mois, au cours de la seconde partie de son retour.

### Entraînement
Thomas Pesquet s'est entraîné pour cette mission au Centre des astronautes européens de Cologne en Allemagne, puis à Houston et chez SpaceX aux États-Unis.

### Décollage
Thomas Pesquet décolle avec succès le 23 avril 2021 à 11 h 49 (heure de Paris) du centre spatial Kennedy de la base de lancement de Cap Canaveral en Floride, à bord de la mission SpaceX Crew-2, sur la capsule Crew Dragon lancée sur une Falcon 9,, (première réutilisation opérationnelle habitée du véhicule spatial Crew Dragon). La combinaison spatiale des astronautes est créée par le costumier hollywoodien Jose Fernandez.

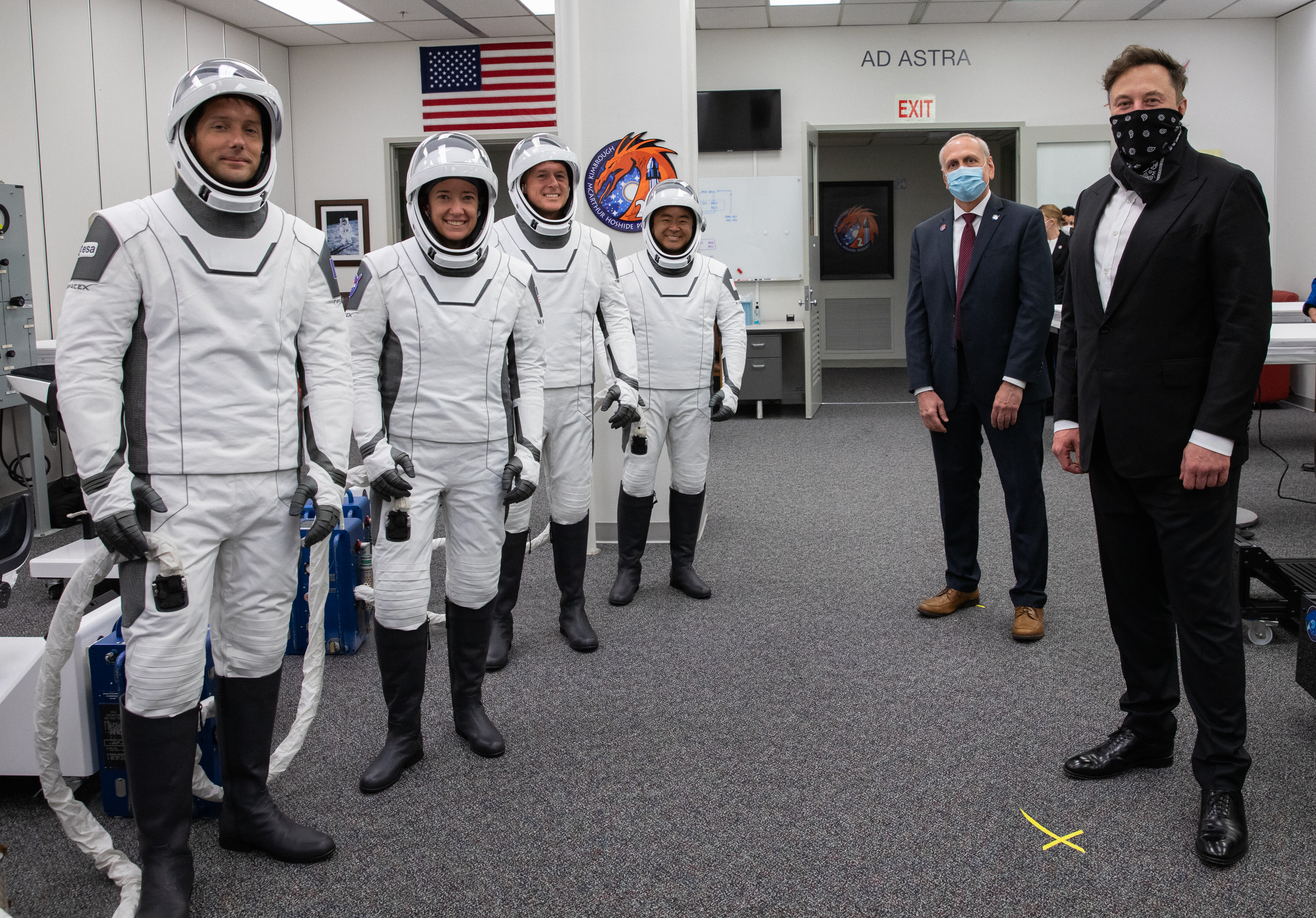
Équipage SpaceX Crew-2, avec Steve Jurczyk et Elon Musk
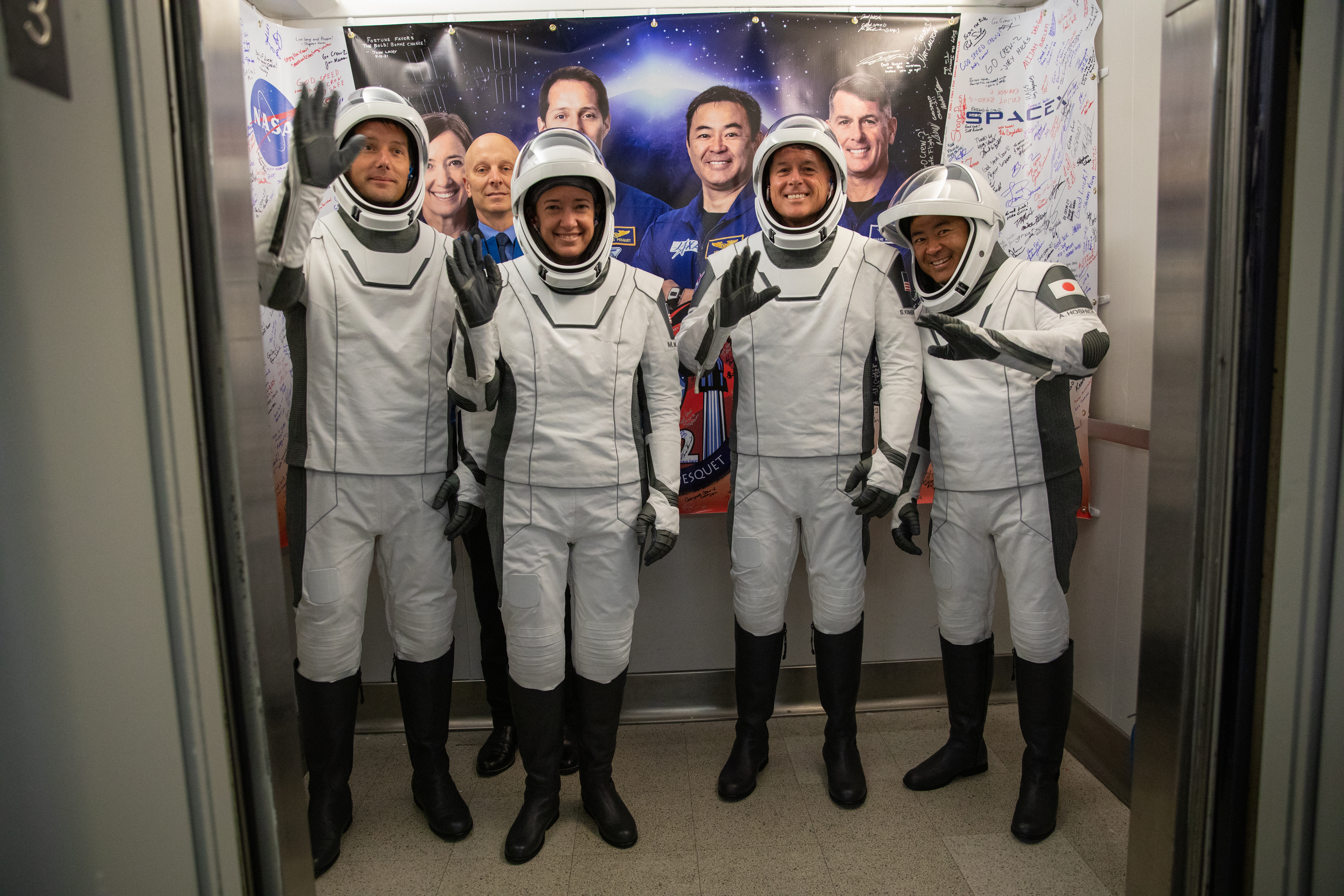
Neil Armstrong Operations and Checkout Building du Centre spatial Kennedy
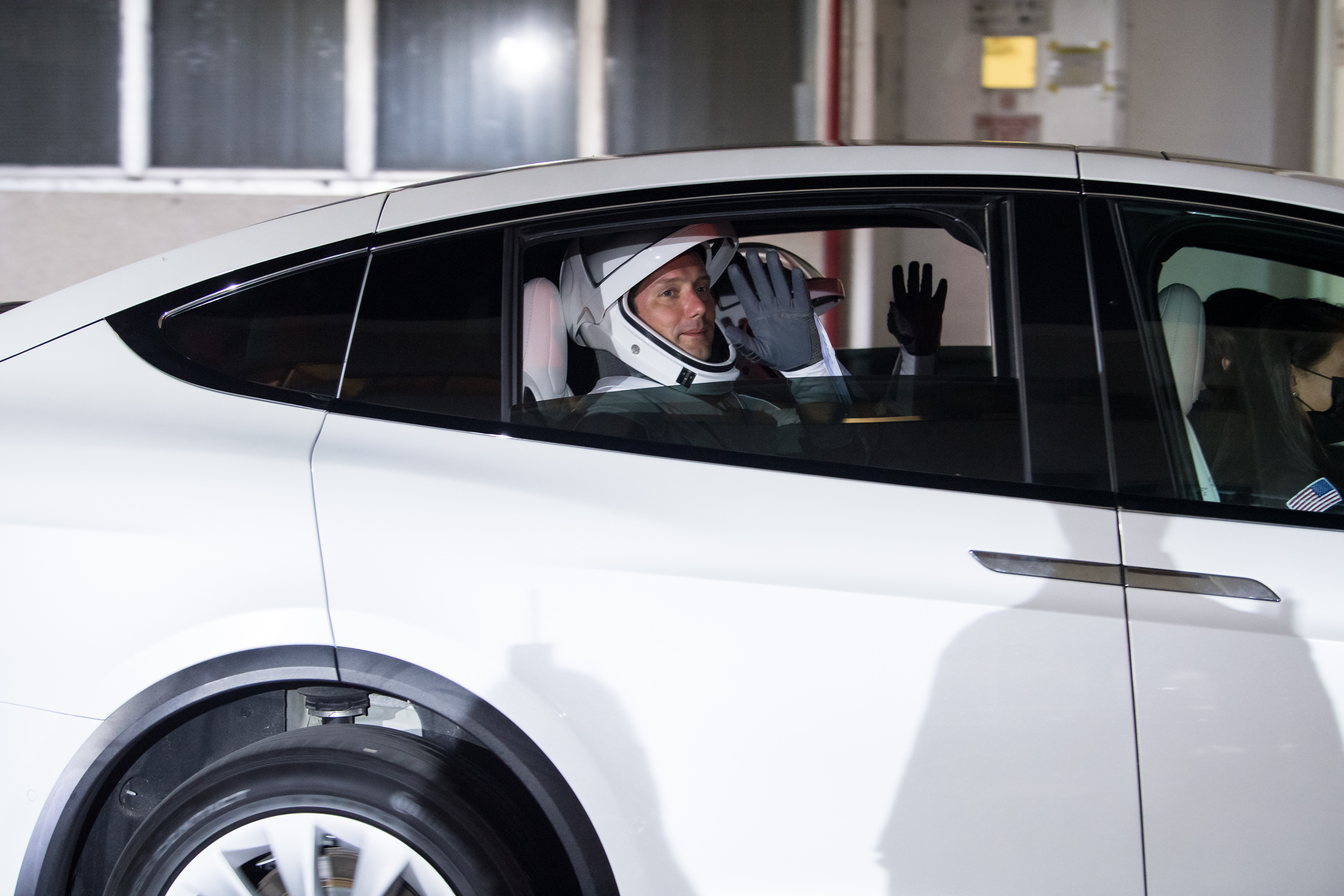
Transfert de Thomas Pesquet vers le pas de tir, le jour du décollage du  23 avril 2021.
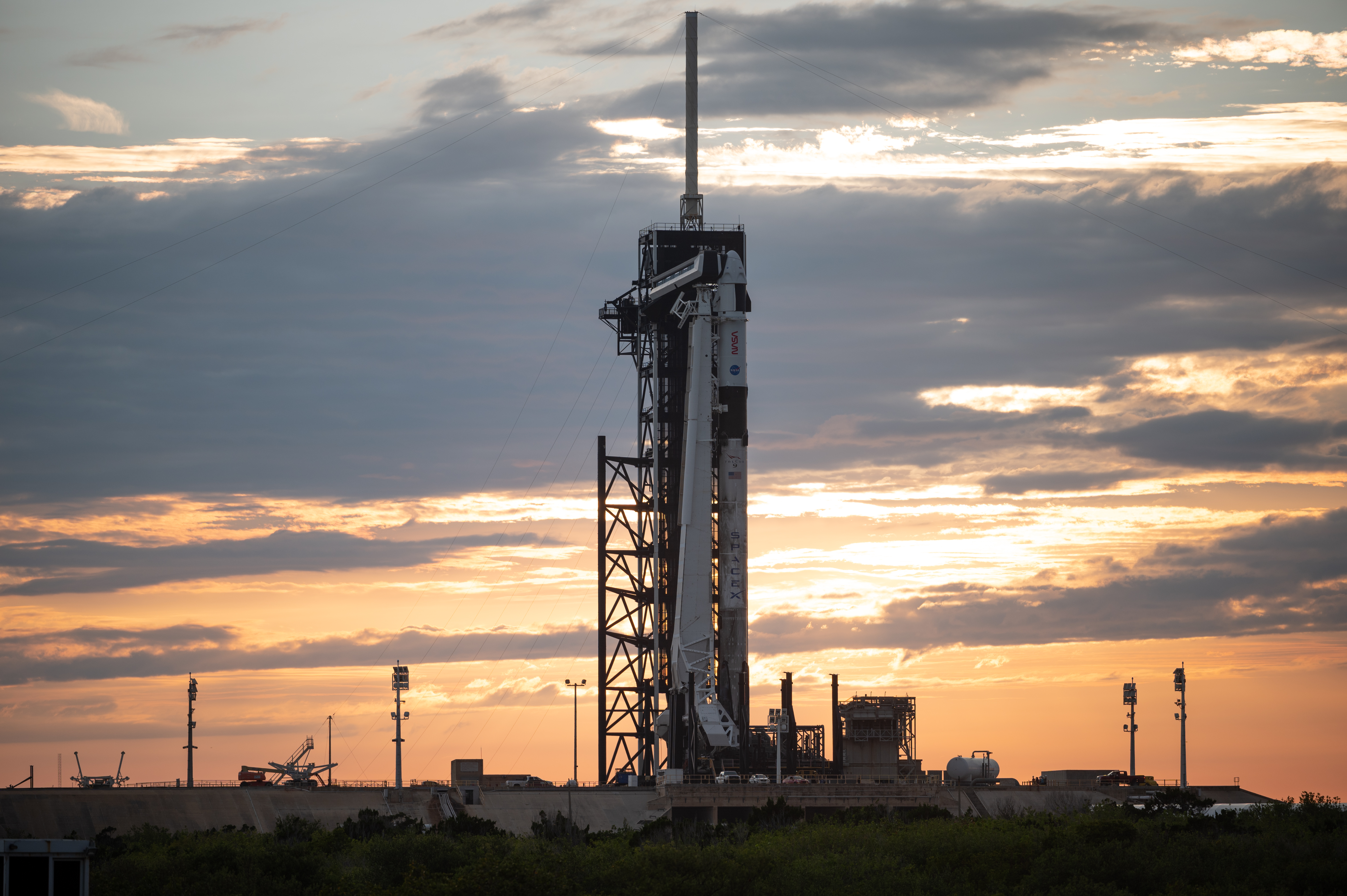
Falcon 9 sur le pas de tir 39A du Centre spatial Kennedy à quelques heures du lancement.
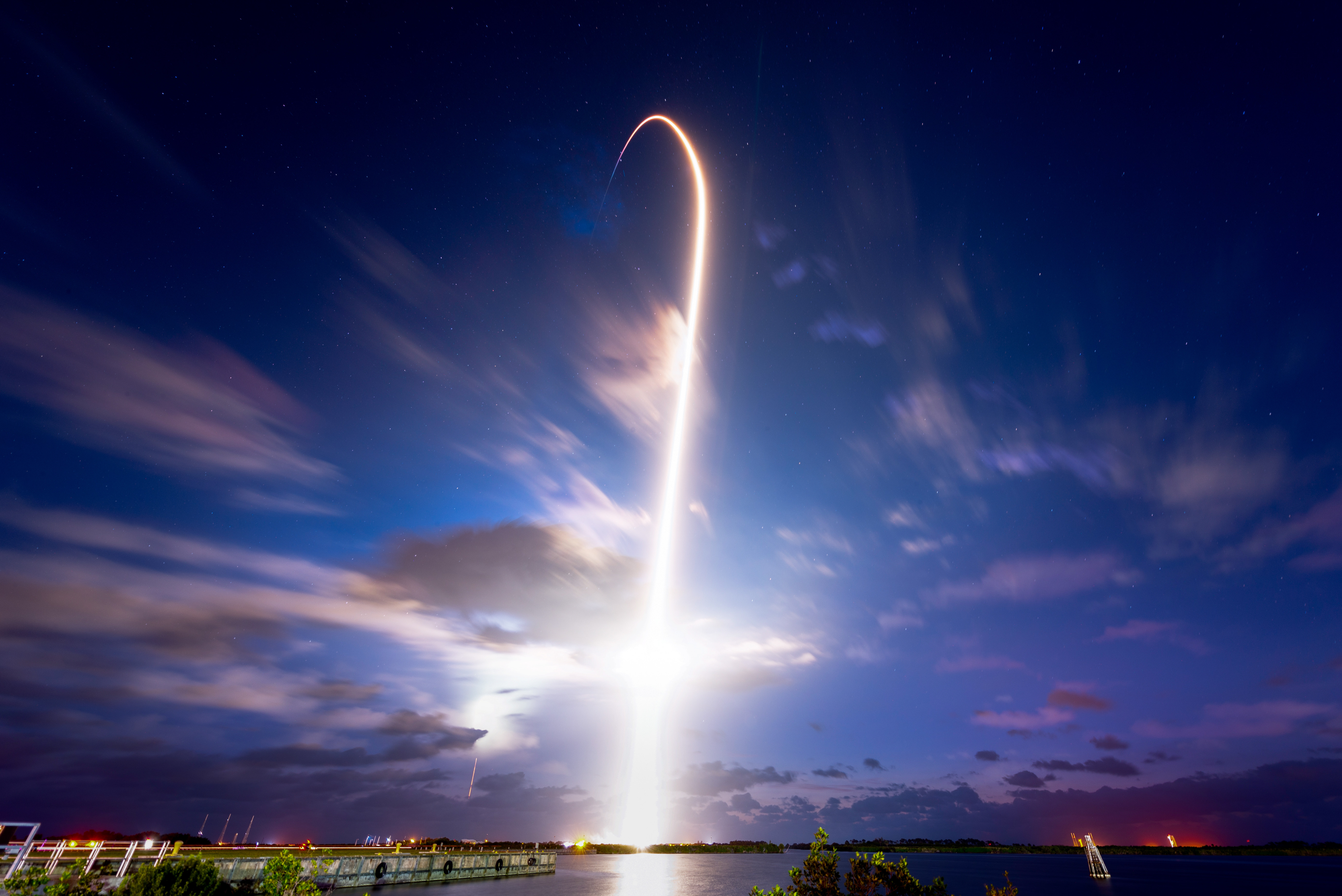
Lancement de Falcon 9 de SpaceX depuis la base de lancement de Cap Canaveral du 23 avril 2021 à 11 h 49.

### Amarrage

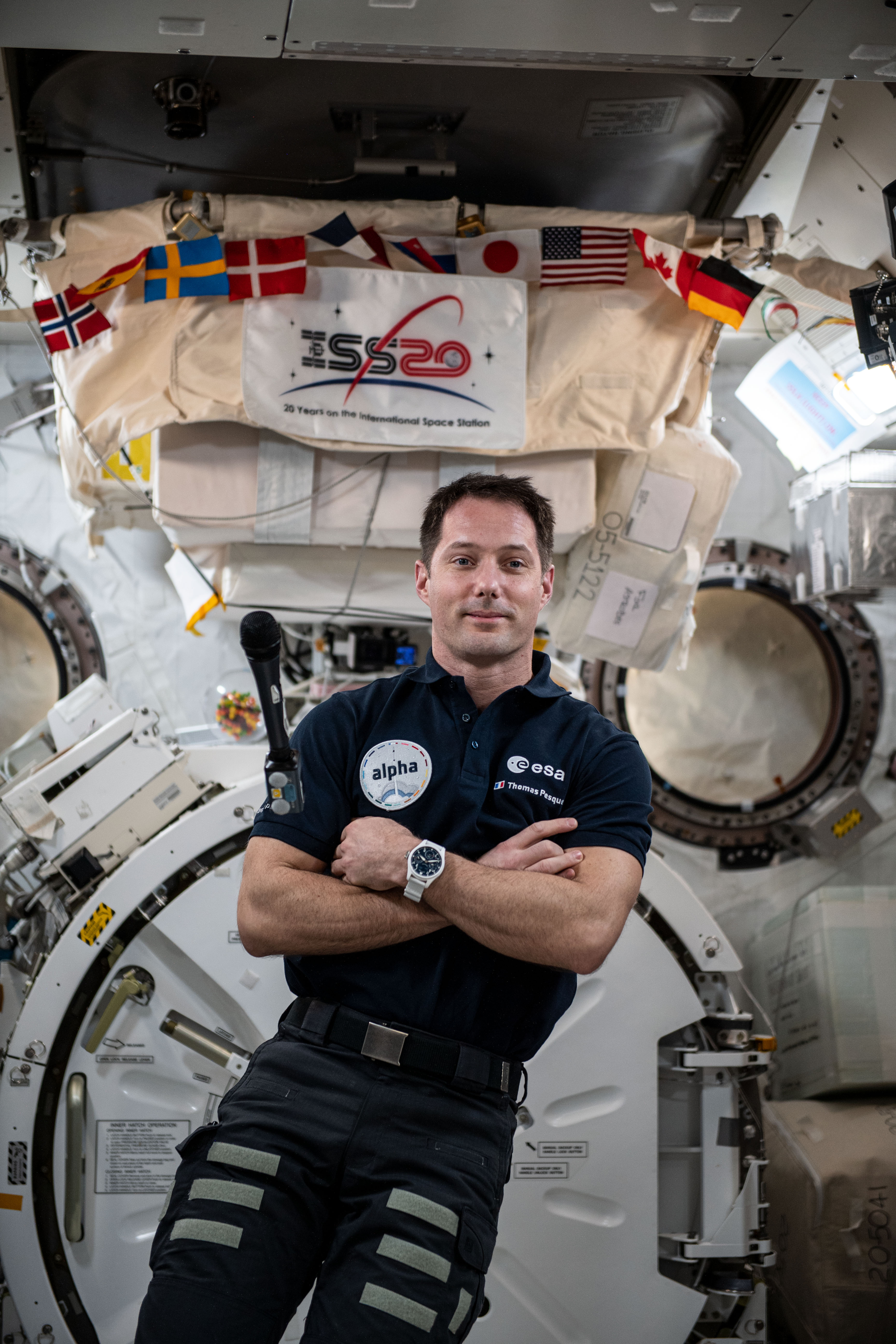

Le 24 avril à 11 h (heure de Paris), la capsule Crew Dragon est autorisée à avancer jusqu'à 20 m de l'ISS. Après une approche à la vitesse de quelques centimètres par seconde, la capsule s'amarre à 11 h 8 (avec deux minutes d'avance) au segment orbital américain de la Station spatiale internationale, après environ 23 h 30 de vol spatial. L'amarrage est officiellement confirmé à 11 h 22, et les portes sont ouvertes à 13 h 45 (heure de Paris).

### Début de la mission

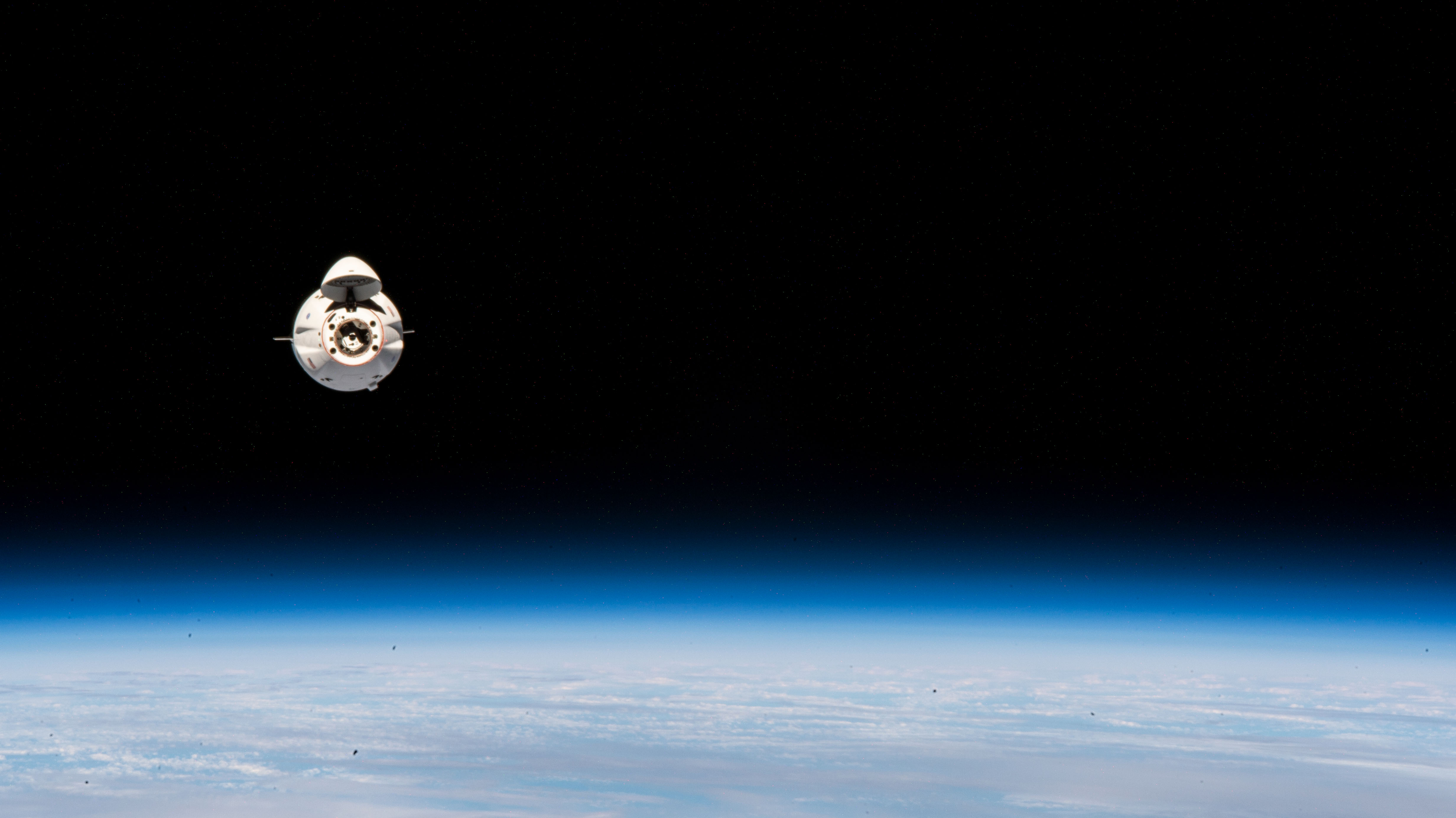
SpaceX Dragon en approche

Lors de son arrivée à bord de l'ISS, Thomas Pesquet déclare « Nous avons hâte de commencer notre travail à bord de la station ». Lors de sa conférence de presse du 3 mai, il raconte sa nouvelle vie dans la Station spatiale internationale, un espace qu'il partage alors avec 11 astronautes. À cette occasion, il annonce travailler en orbite sur l'étude des cellules souches de cerveau humain et se prépare à étudier le comportement de l'organisme monocellulaire du Blob dans l'espace.
Le 7 mai, Thomas Pesquet s'entretient avec les quatre membres du groupe britannique Coldplay et diffuse leur nouveau single Higher Power (en) de leur album Music of the Spheres, en exclusivité mondiale, en orbite. Durant cet échange, Thomas Pesquet révèle n'avoir encore jamais fait de rencontre extraterrestre « mais continue de chercher ».

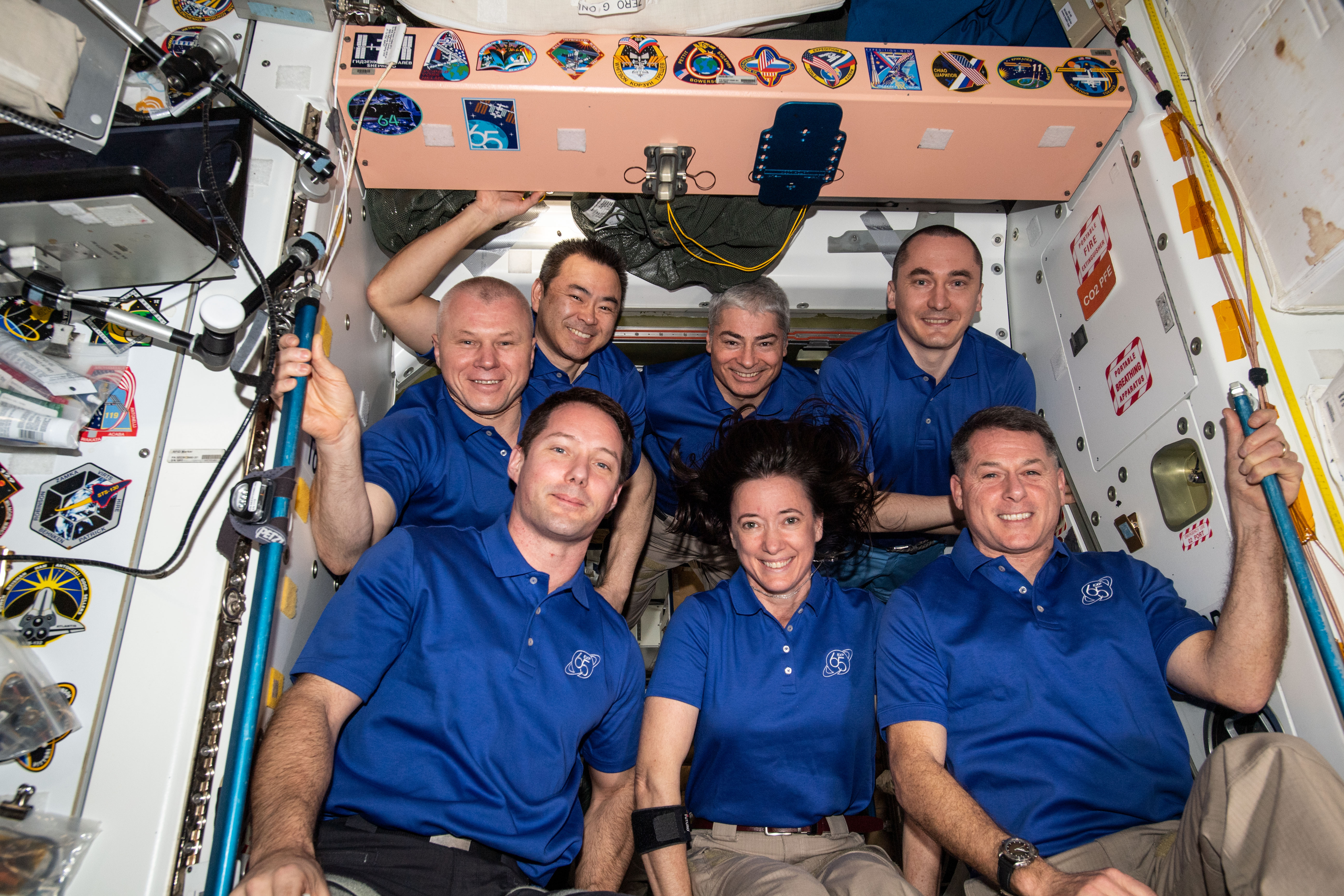
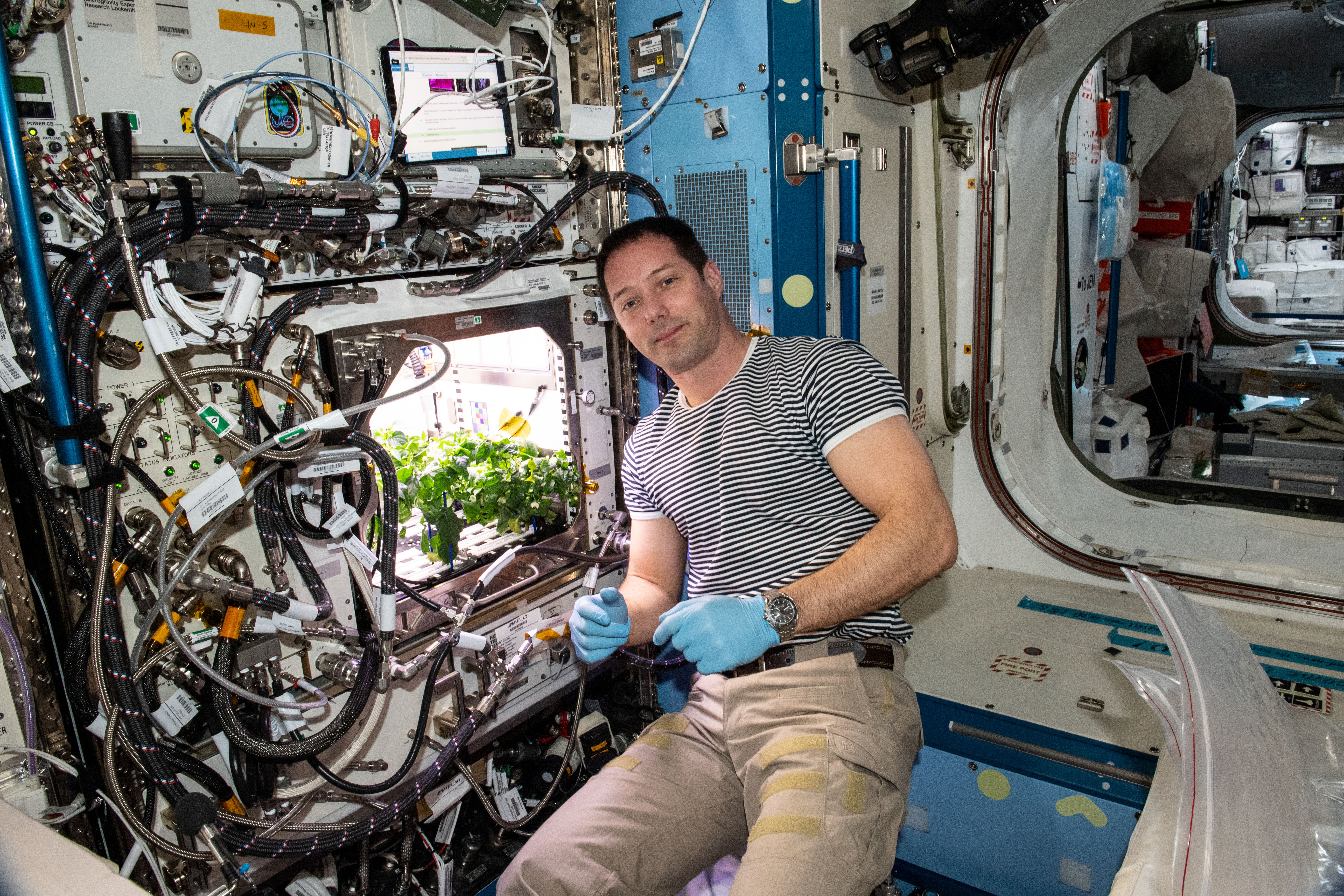
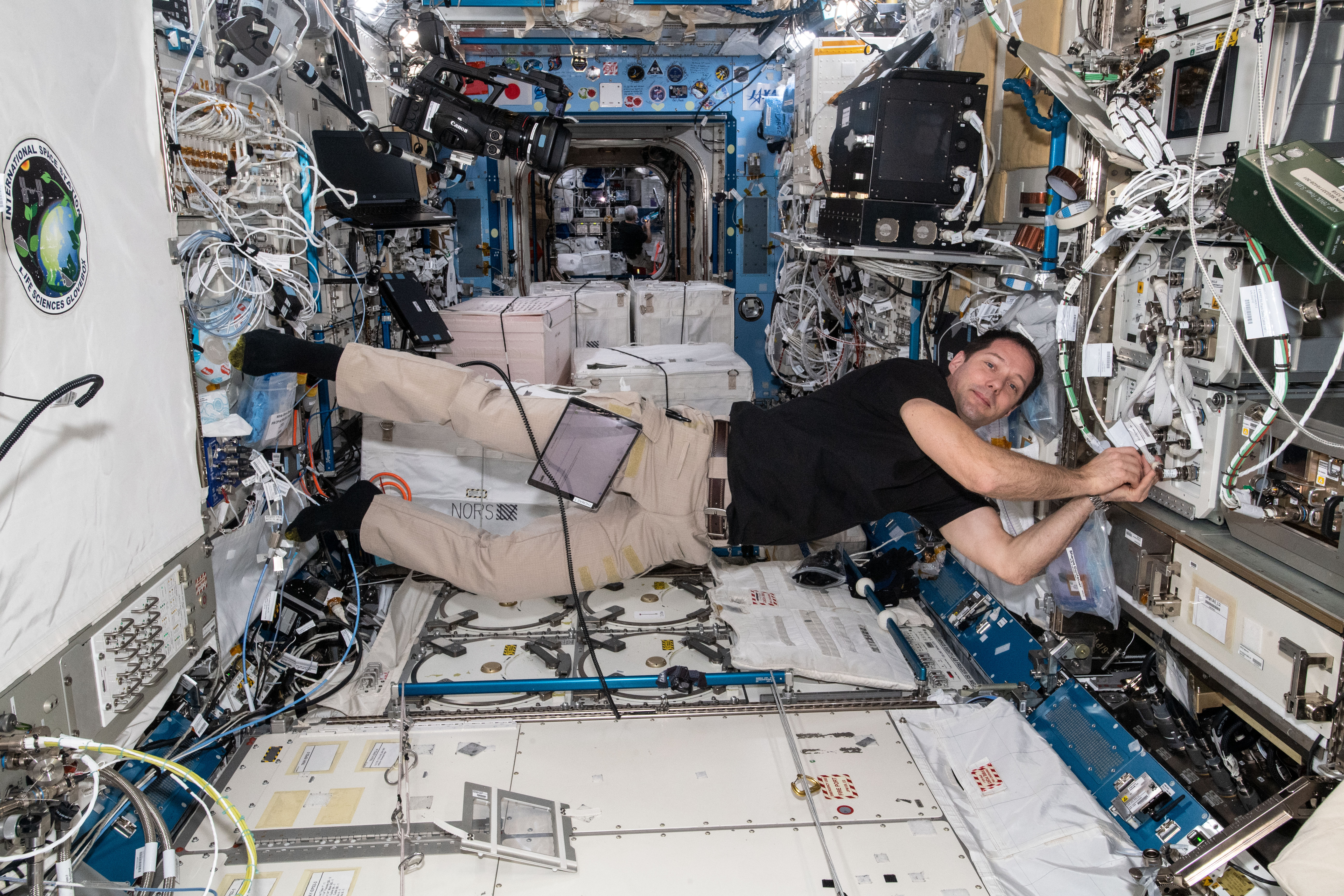
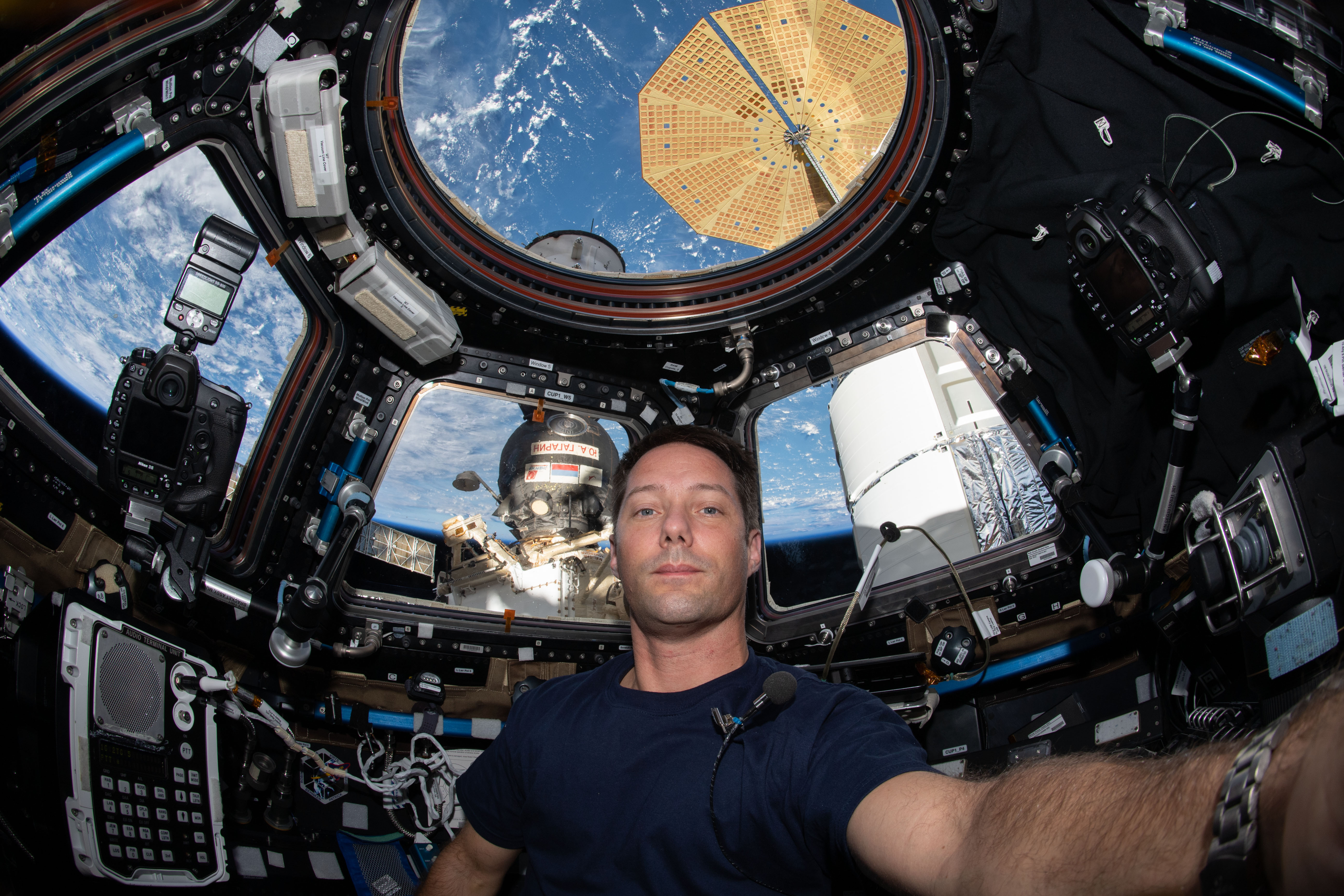
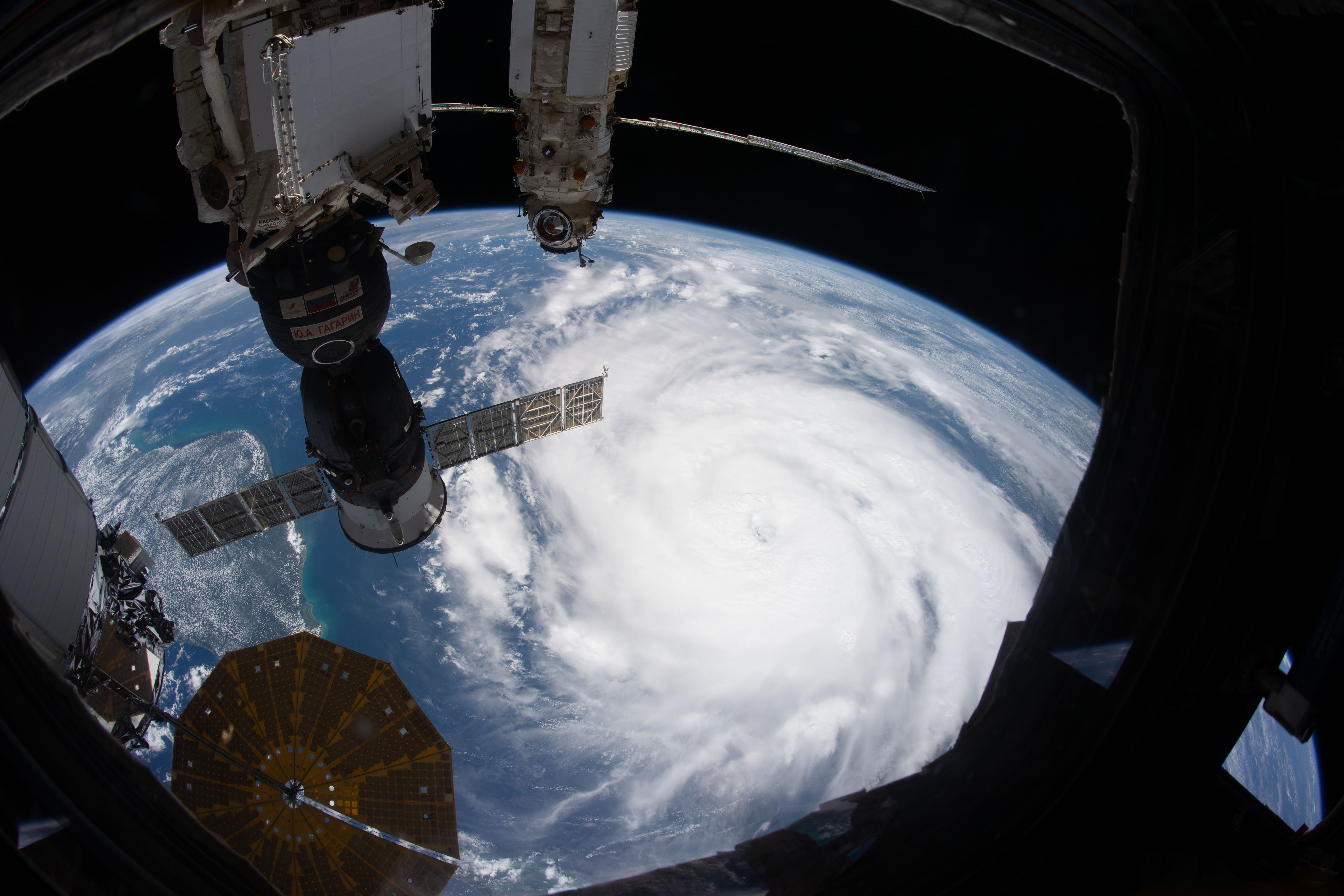

### Sorties extra-véhiculaires
Le 16 juin 2021, Thomas Pesquet et Shane Kimbrough réalisent ensemble une sortie extravéhiculaire de 7 heures et 15 minutes pour installer de nouvelles cellules sur un ancien panneau solaire de l'ISS dont la production a baissé. Plusieurs problèmes techniques les empêche de terminer le déploiement du premier panneau.

Sortie extravéhiculaire
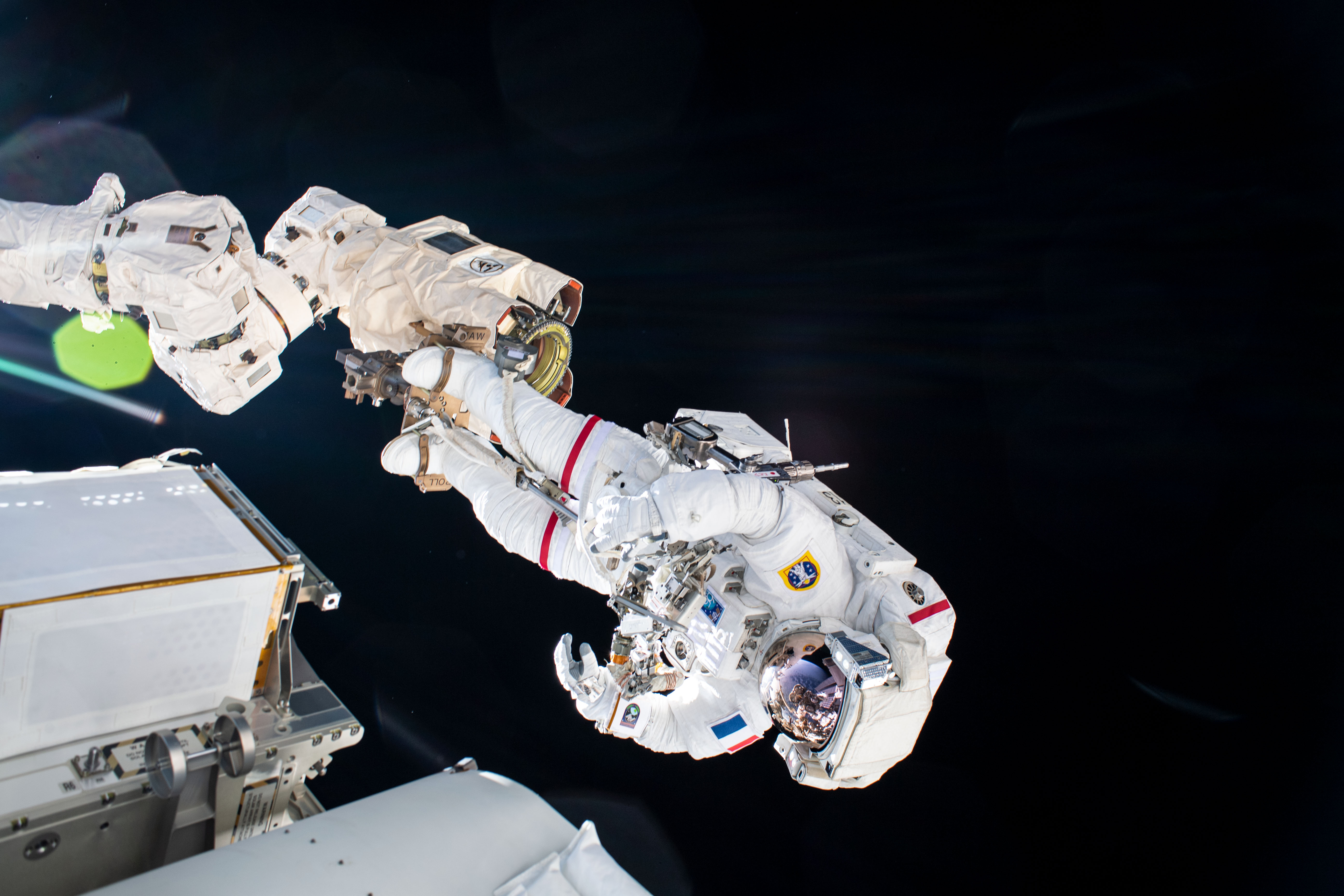
Thomas Pesquet attaché au bras robotique de l'ISS
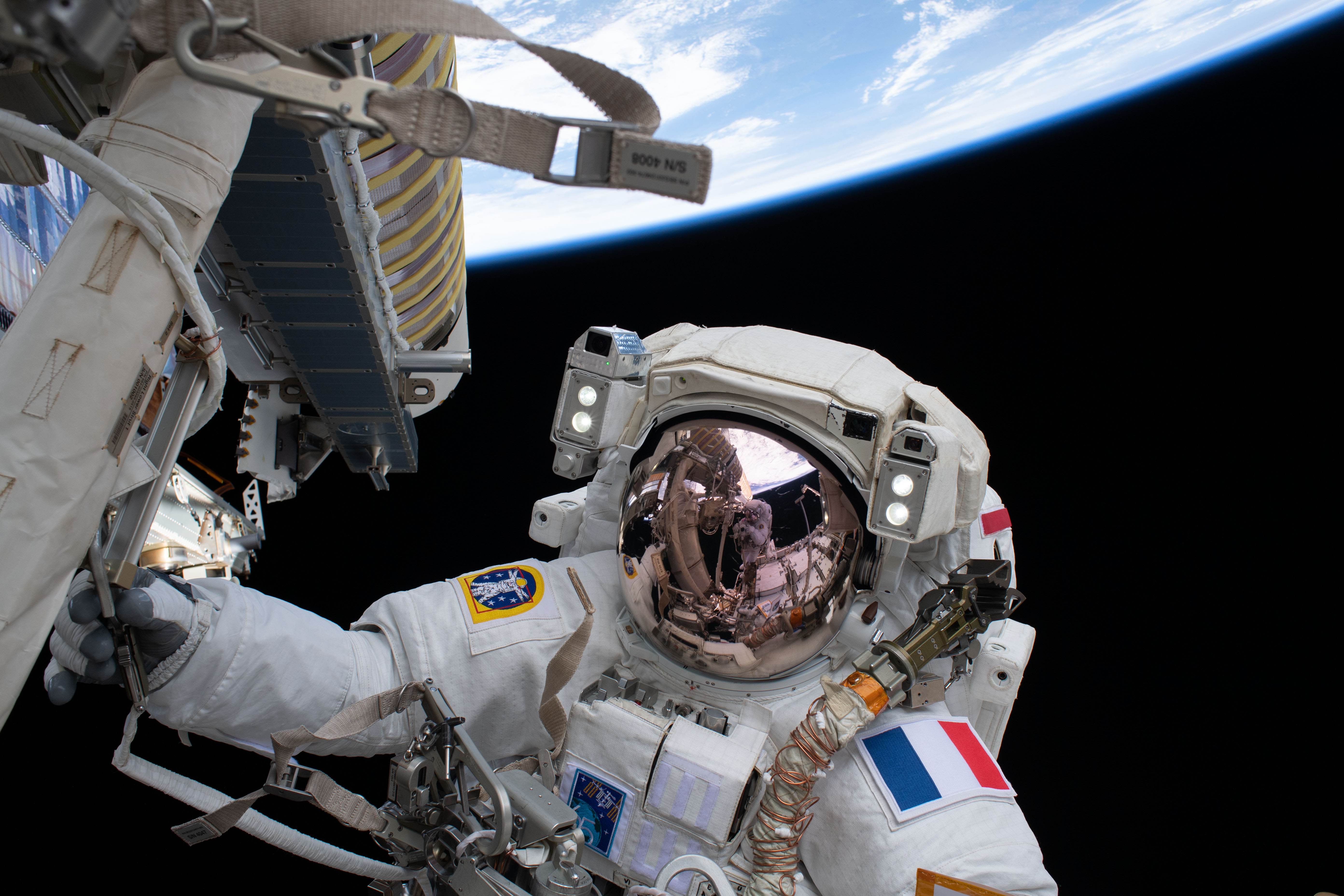
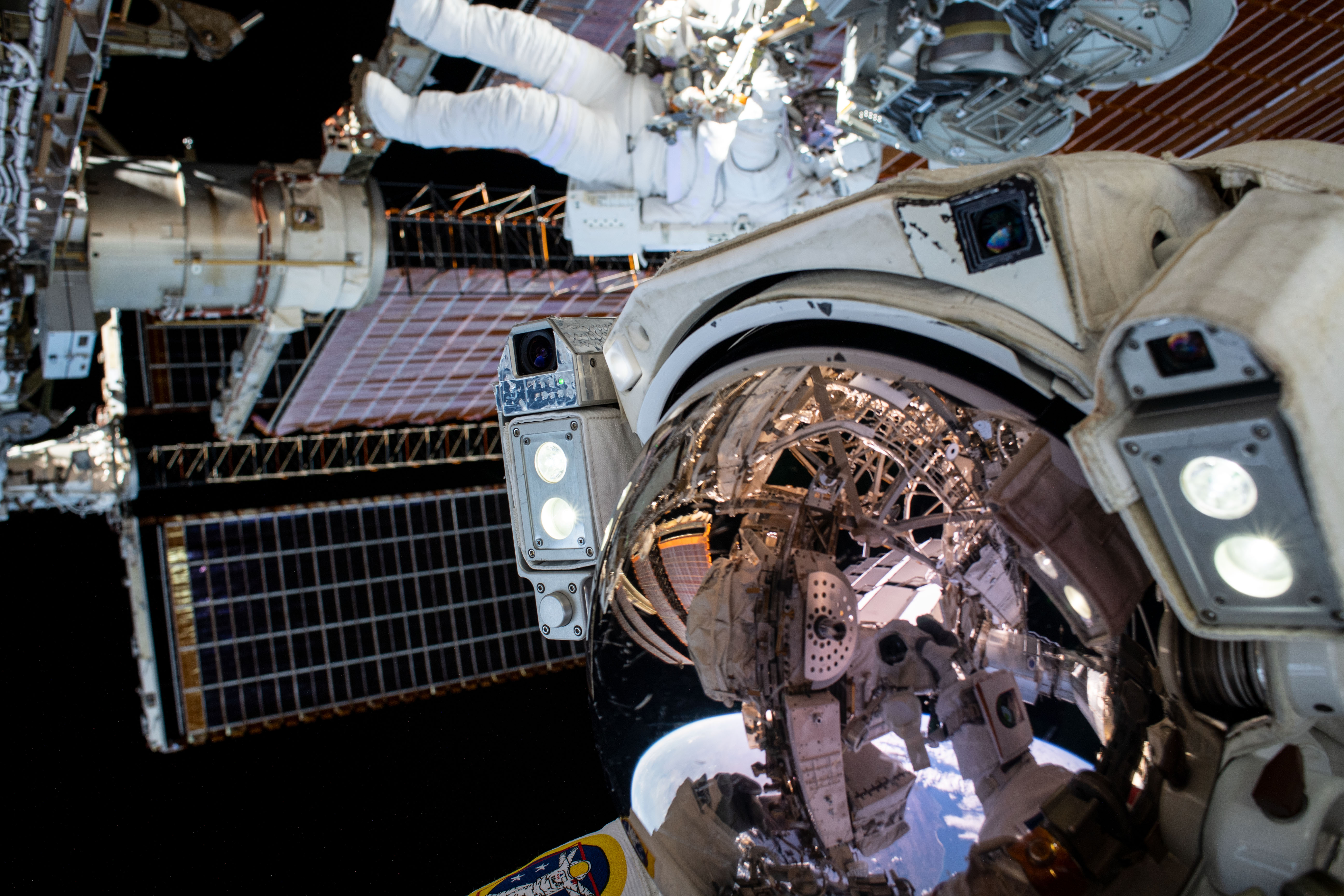
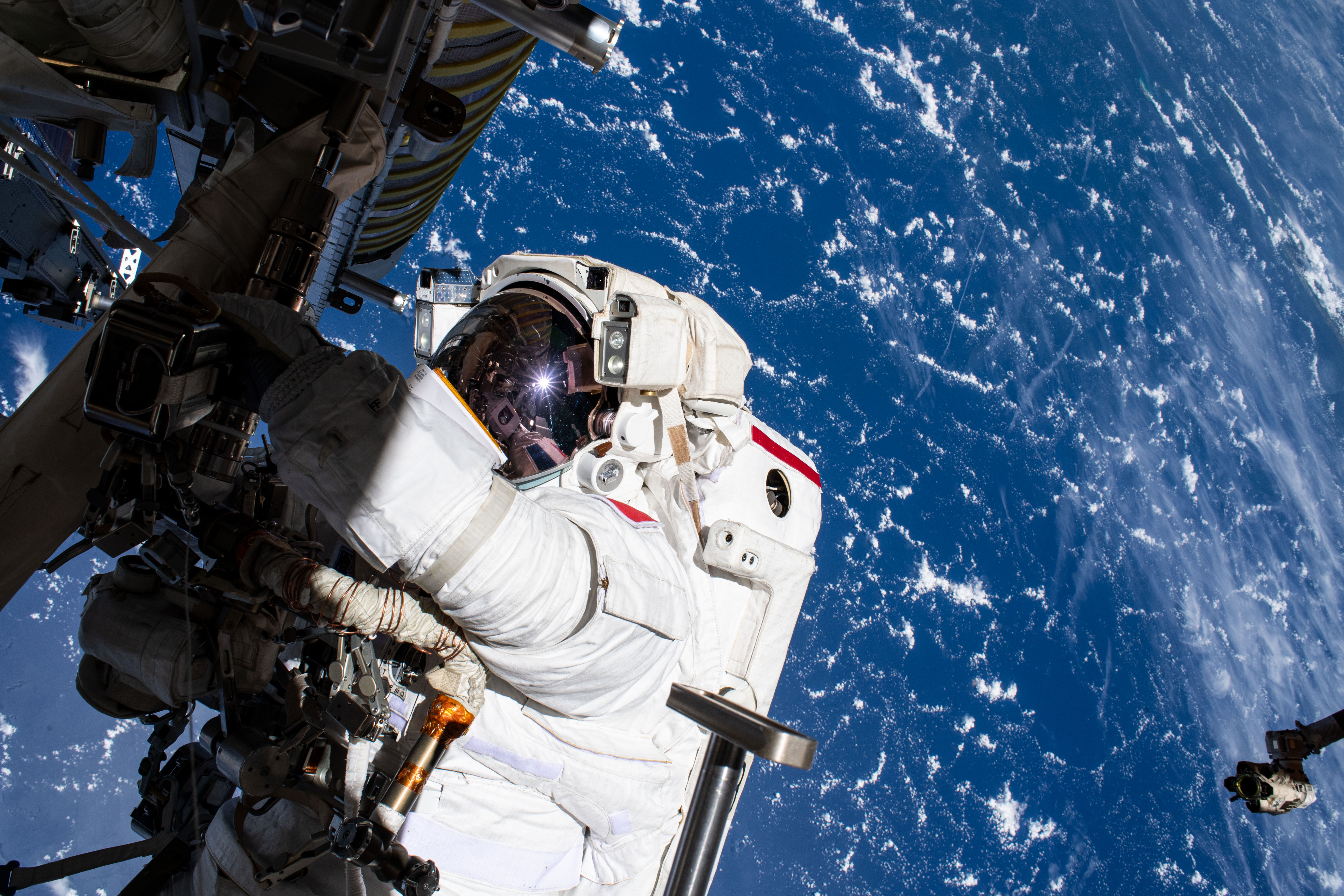
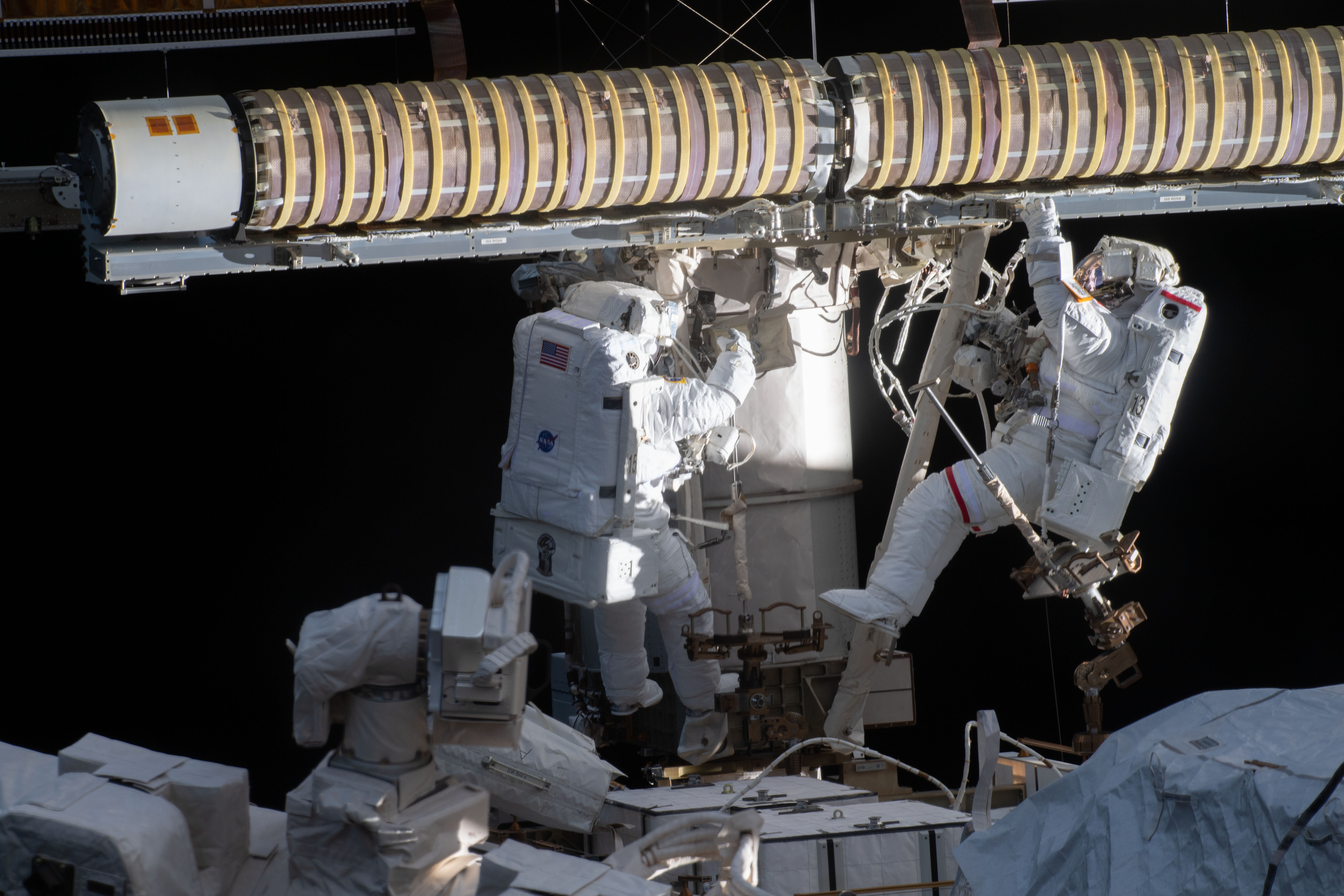

Le 20 juin 2021, ils réalisent une seconde sortie extra-véhiculaire de 6 heures et 28 minutes pour finir de positionner, fixer, brancher et déployer le premier panneau solaire long de 19 m, et préparer l'installation d'un second panneau solaire, finalisé lors d'une troisième sortie du vendredi 25 juin.

### Fin de mission
Le 8 novembre 2021 à 19 h 5 UTC, le vaisseau Crew Dragon se sépare de l'ISS, emportant Thomas Pesquet et ses trois collègues pour un retour vers la Terre. Le 9 novembre 2021, à 3 h 33 UTC, après 199 jours dans l'espace, Thomas Pesquet et le reste l’équipage Crew-2 amerrissent avec succès au large des côtes de Floride dans le golfe du Mexique, à bord de Crew Dragon Endeavour.

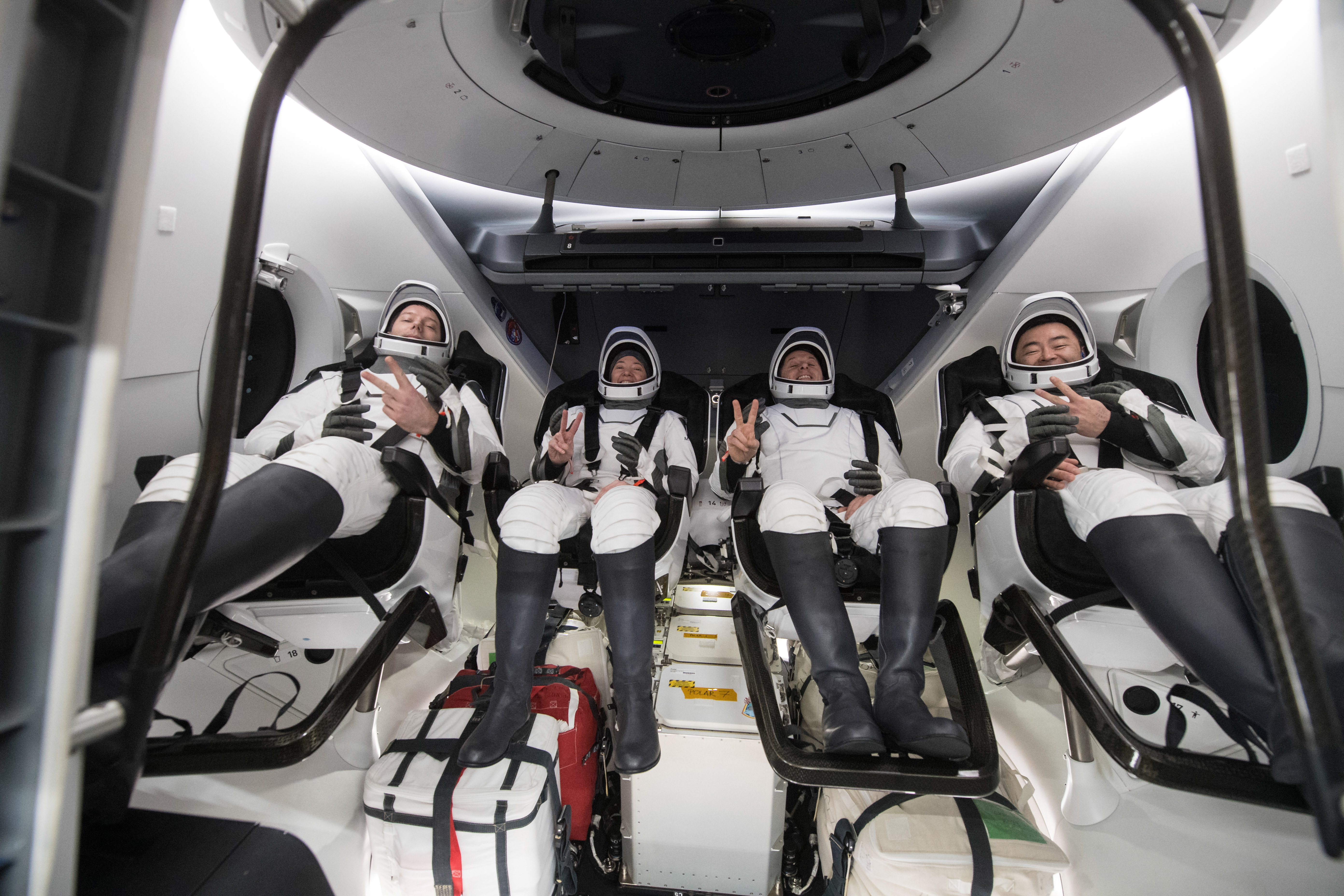
L'équipage du SpaceX Crew-2 après l'amerrissage.
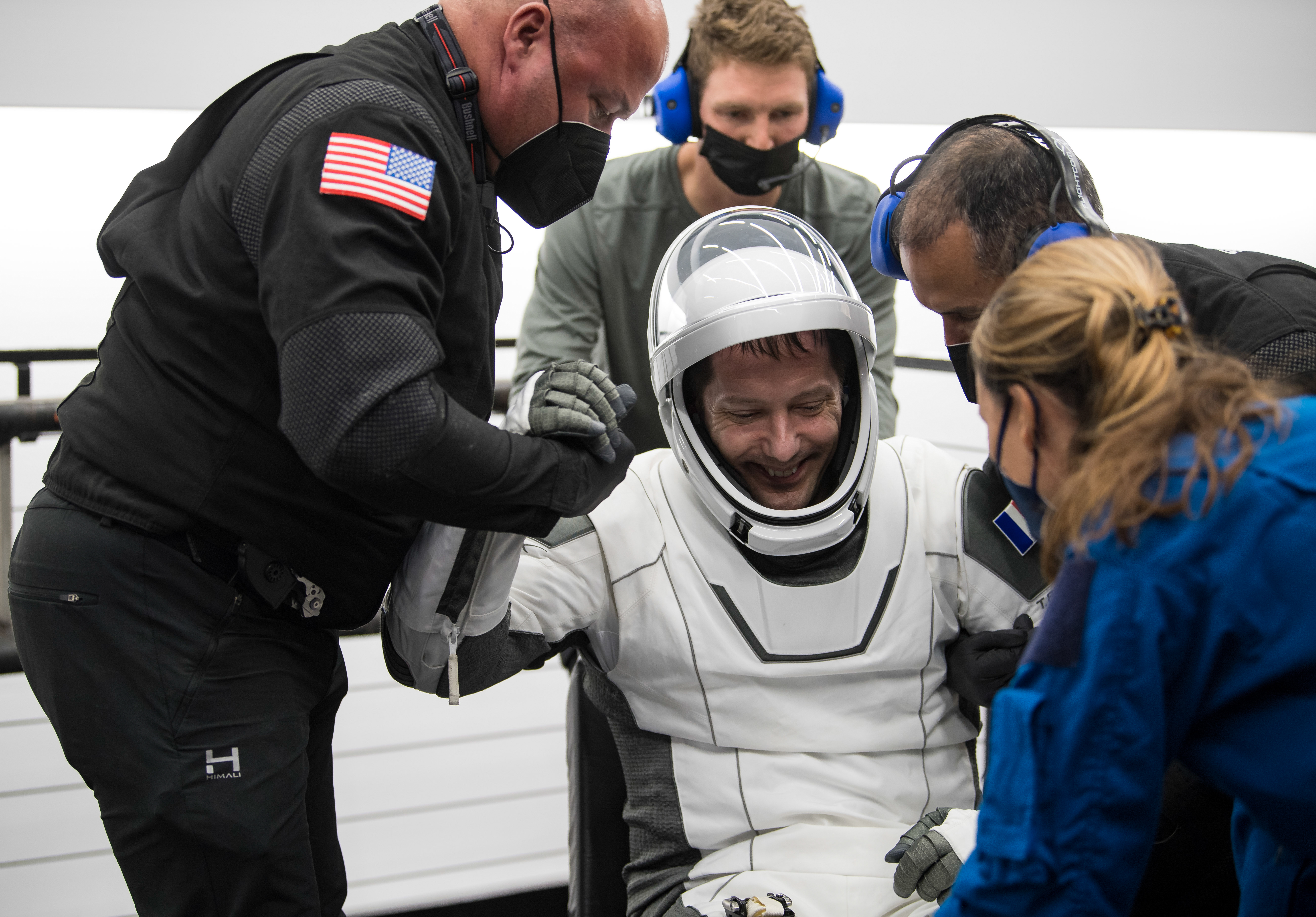
Extraction de la capsule
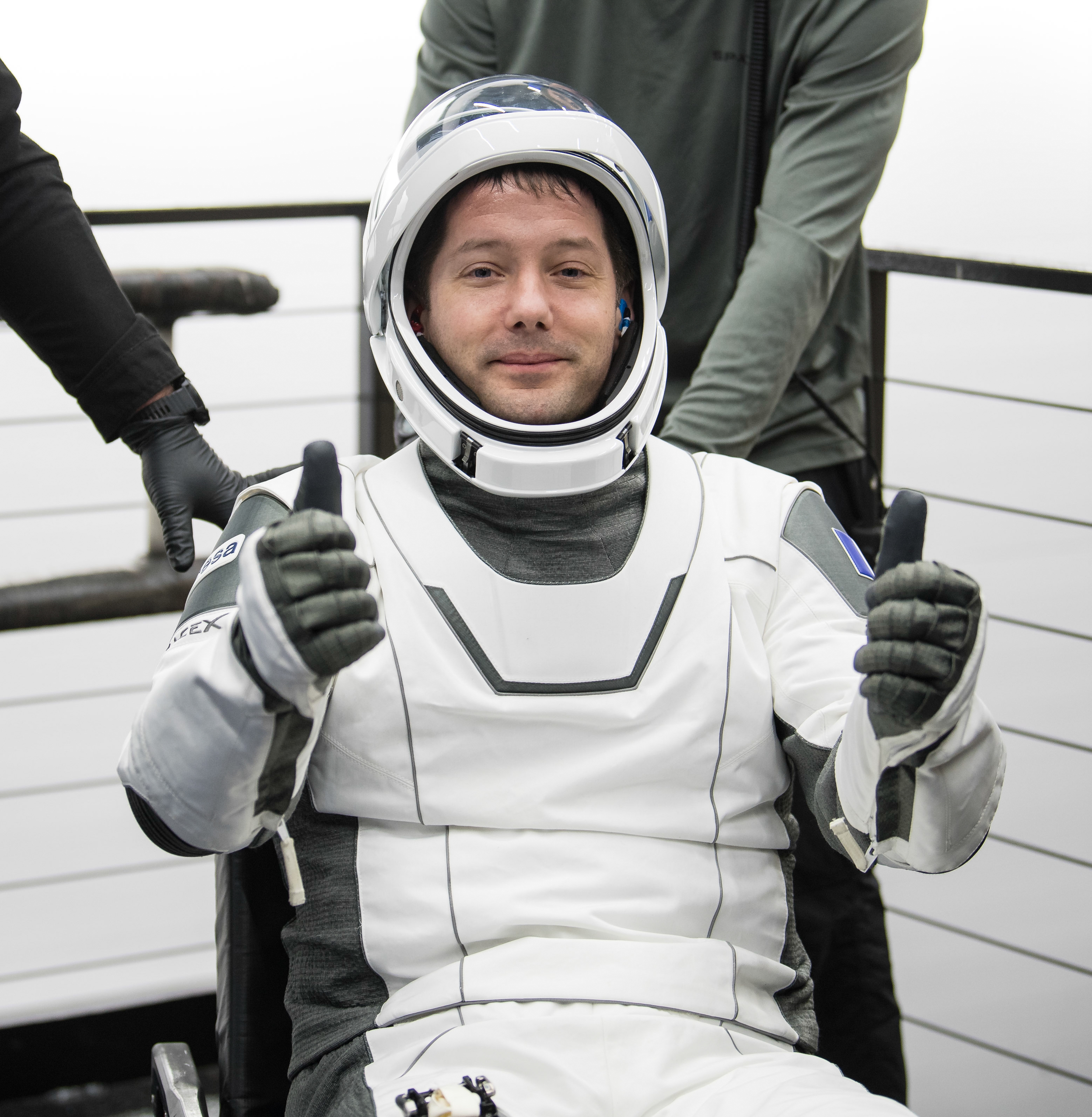
Sur le navire de repêchage de la capsule.